# Secutor

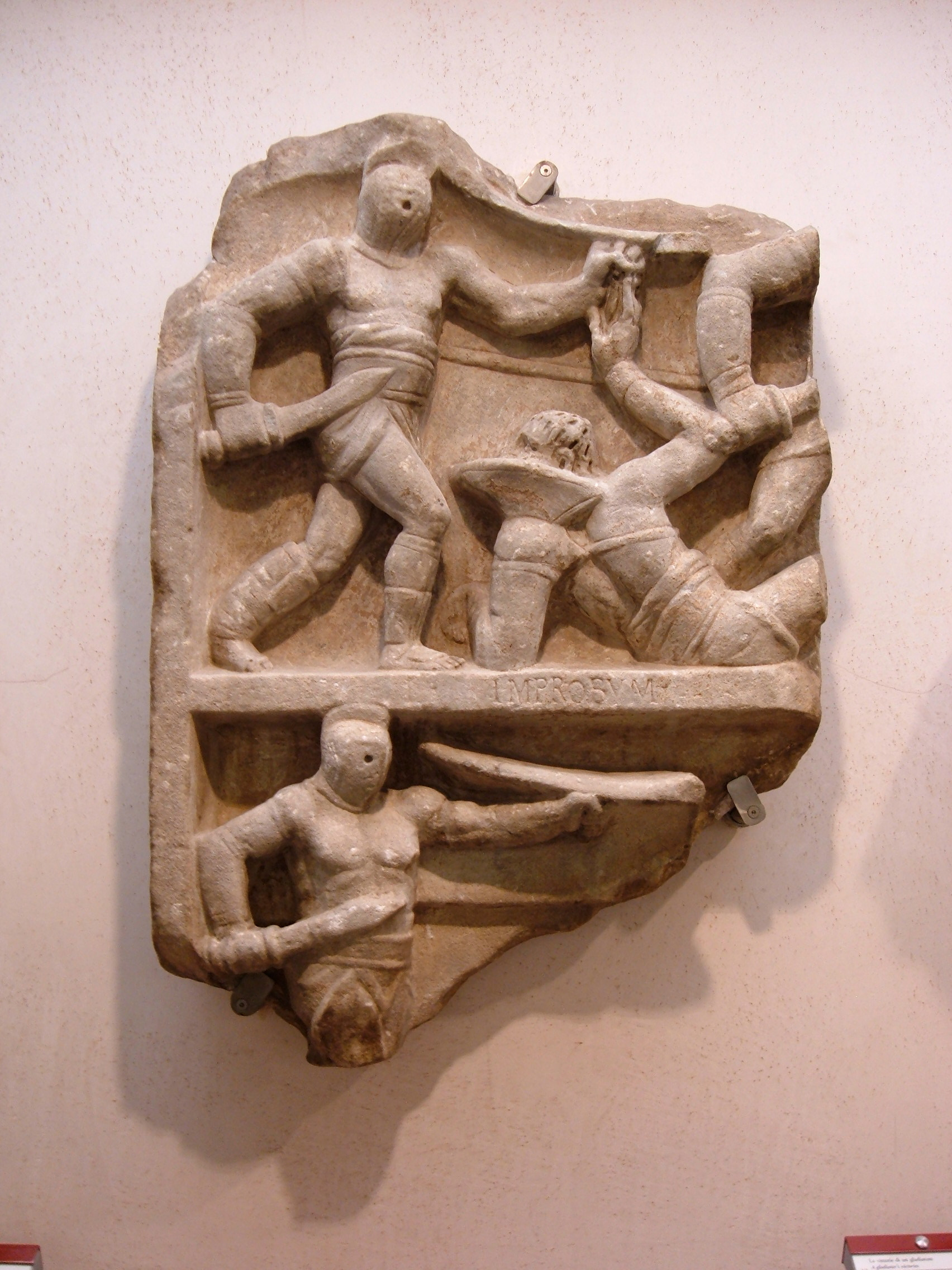
Secutor

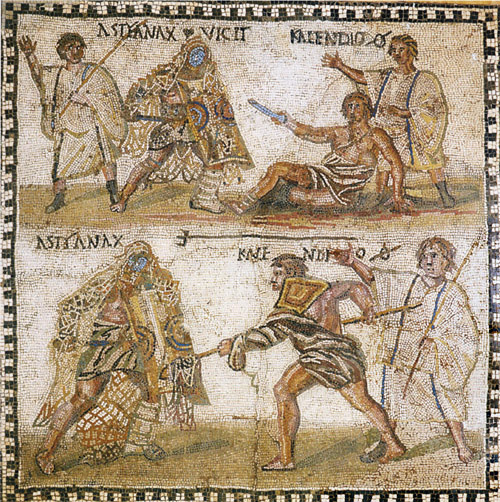
Mosaico do século IV a.C: um reciário com uma rede e um tridente, a lutar com um secutor.

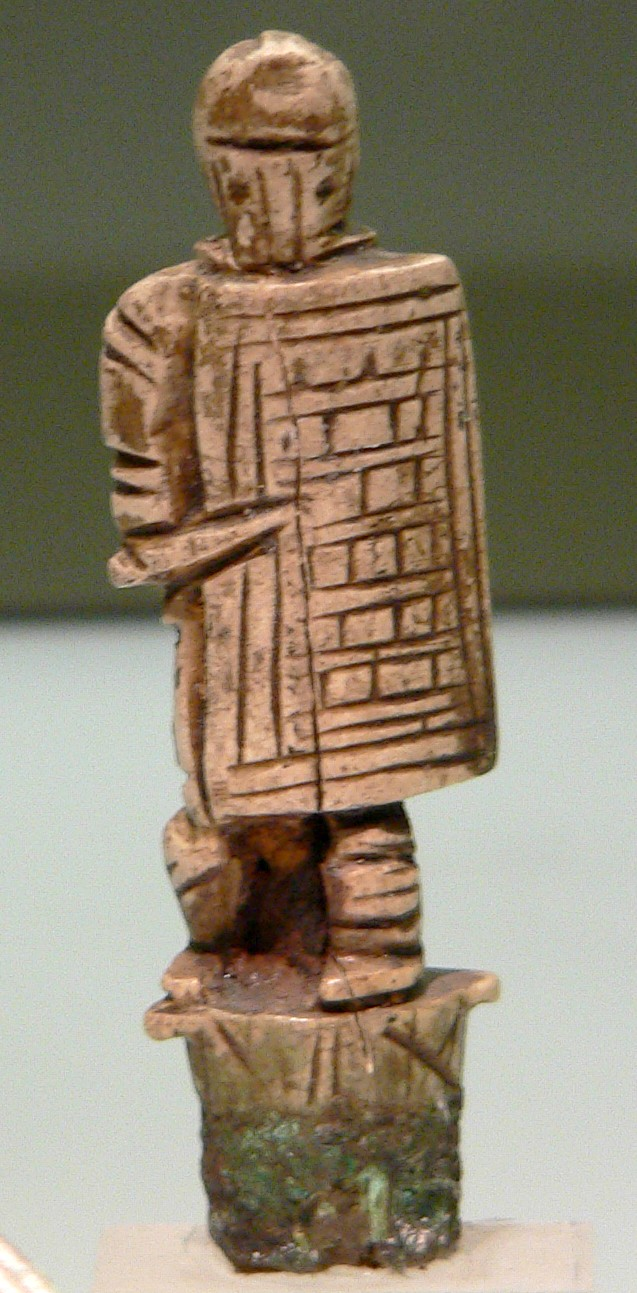
Punho de uma faca com a forma de um secutor, mostrando o seu escudo, elmo e espada.

O Secutor ("seguidor", "perseguidor") era um tipo de gladiador do Império Romano. A sua origem data de 50 d.C., e era semelhante a outra categoria de gladiadores designados por mirmilões. Tal como estes, os secutores estavam fortemente armados e usavam uma armadura bastante pesada. Normalmente, o secutor empunhava uma espada curta (gládio) ou um punhal. O secutor era especialmente treinado para lutar com o reciário, um tipo de gladiador armado com uma rede, um punhal e um tridente.
O seu peculiar elmo tinha, apenas, dois buracos para os olhos, por forma a prevenir um ataque com o tridente do reciário; o topo do elmo era arredondado para assim evitar ser apanhado pela rede deste último gladiador. As protecções que usava à volta do pescoço eram macias e tinham a forma de barbatanas de peixe. Devido ao peso, e à falta de espaço debaixo do elmo, o secutor tinha que ganhar o combate logo no início; caso contrário, ficava exausto rapidamente, podendo mesmo desmaiar.
O secutor vestia uma tanga e um largo cinto (idêntico ao do reciário). No seu braço direito, usava uma manica (uma ligadura em linho ou em metal presa com correias de couro), e na sua perna esquerda, usava uma greva. Estava, também, equipado com um scutum (um escudo rectangular curvado).